# ماريو دي لاس كاساس
ماريو دي لاس كأساس راميريز (بالإسبانية: Mario de las Casas)‏ (31 يناير 1901 في ليما – 10 أكتوبر 2002 في كالاو) لاعب كرة قدم بيروفي راحل كان يجيد اللعب في خط الدفاع.
لعب طوال مسيرته الرياضية في نادي يونيفيرسيتاريو ديبورتيس. شارك مع منتخب بيرو في بطولة كأس العالم 1930 في الأوروغواي حيث لعب أمام رومانيا والأوروغواي حيث تعرض منتخب بلاده للخسارة مرتين 1-3 و 0-1 على التوالي كما شارك في بطولة أمريكا الجنوبية 1935.

## وصلات خارجية
- ماريو دي لاس كاساس على موقع الاتحاد الدولي (مؤرشف)  (الإنجليزية)
- ماريو دي لاس كاساس على موقع قاعدة بيانات كرة القدم.إي يو (الإنجليزية)
- ماريو دي لاس كاساس على موقع ناشيونال فوتبول تيمز (الإنجليزية)
- ماريو دي لاس كاساس على موقع Soccerway.com (الإنجليزية)
- ماريو دي لاس كاساس على موقع عالم كرة القدم.نت (الإنجليزية)

- هذا السيرة الذاتية